# Gian Maria Volonté
Gian Maria Volonté (în italiană Volonté, în alte limbi adeseori scris greșit Volontè; n. 9 aprilie 1933, Milano, Italia – d. 6 decembrie 1994, Florina, Epir-Macedonia de Vest⁠(d), Grecia) a fost un actor italian. Interpret incisiv întodeauna gata de atac, Volonté este considerat unul din marii actori din istoria cinematografiei italiene. A obținut faima internațională în rolul celui „rău” din filmele gen western spaghetti ale lui Sergio Leone, devenind actorul-simbol cu angajament civic. A avut roluri remarcabile de asemenea și în filmele regizate de Francesco Rosi și Elio Petri.

## Filmografie
- 1960 Sotto dieci bandiere, regia Duilio Coletti
- 1961 La ragazza con la valigia, regia Valerio Zurlini
- 1961 Antinea, l'amante della città sepolta, regia Edgar G. Ulmer și Giuseppe Masini
- 1961 Hercule cucerește Atlantida (Ercole alla conquista di Atlantide), regia Vittorio Cottafavi
- 1961 A cavallo della tigre, regia Luigi Comencini
- 1962 Un uomo da bruciare, regia Valentino Orsini, Paolo și Vittorio Taviani
- 1962 Cele patru zile ale orașului Neapole (Le quattro giornate di Napoli), regia Nanni Loy
- 1963 Il peccato, regia Jordi Grau
- 1963 Il terrorista, regia Gianfranco De Bosio
- 1964 Pentru un pumn de dolari (Per un pugno di dollari), regia Sergio Leone
- 1964 Il magnifico cornuto, regia Antonio Pietrangeli
- 1965 Pentru câțiva dolari în plus (Per qualche dollaro in più), regia Sergio Leone
- 1966 Ridică-te și ucide (Svegliati e uccidi), regia Carlo Lizzani
- 1966 Le stagioni del nostro amore, regia Florestano Vancini
- 1966 L'armata Brancaleone, regia Mario Monicelli
- 1966 La strega in amore, regia Damiano Damiani
- 1966 Quién sabe?, regia Damiano Damiani
- 1967 Fiecăruia ce i se cuvine (A ciascuno il suo), regia Elio Petri
- 1967 Faccia a faccia, regia Sergio Sollima
- 1968 Banditi a Milano, regia Carlo Lizzani
- 1968 I sette fratelli Cervi, regia Gianni Puccini
- 1968 Summit, regia Giorgio Bontempi
- 1969 Iubita lui Gramigna, regia Carlo Lizzani
- 1969 Sotto il segno dello scorpione, regia Paolo e Vittorio Taviani
- 1970 Anchetarea unui cetățean mai presus de orice bănuială (Indagine su un cittadino al di sopra di ogni sospetto), regia Elio Petri
- 1970 Cercul roșu (Le cercle rouge), regia Jean-Pierre Melville
- 1970 Uomini contro, regia Francesco Rosi
- 1970 Vento dell'est (Le vent d'est), regia Jean-Luc Godard
- 1970 Tre ipotesi sulla morte di Pinelli, regia Elio Petri și Nelo Risi
- 1971 Sacco și Vanzetti (Sacco e Vanzetti), regia Giuliano Montaldo
- 1971 Clasa muncitoare merge în paradis (La classe operaia va in paradiso), regia Elio Petri
- 1972 Cazul Mattei (Il caso Mattei), regia Francesco Rosi
- 1972 Atentatul (L'attentat), regia Yves Boisset
- 1972 Fapt divers în prima pagină (Sbatti il mostro in prima pagina), regia Marco Bellocchio
- 1973 Lucky Luciano, regia Francesco Rosi
- 1973 Giordano Bruno, regia Giuliano Montaldo
- 1975 Suspectul (Il sospetto), regia Francesco Maselli
- 1975 Musica per la libertà, regia Luigi Perelli
- 1976 Todo modo, regia Elio Petri
- 1976 Actas de Marusia: storia di un massacro (Actas de Marusia), regia Miguel Littín
- 1977 Io ho paura, regia Damiano Damiani
- 1979 Eboli (Cristo si è fermato a Eboli), regia Francesco Rosi
- 1979 Ogro (Operación Ogro), regia Gillo Pontecorvo
- 1980 Stark System, regia Armenia Balducci
- 1981 La storia vera della signora dalle camelie, regia Mauro Bolognini
- 1983 La morte di Mario Ricci (La mort de Mario Ricci), regia Claude Goretta
- 1986 Il caso Moro, regia: Giuseppe Ferrara
- 1987 Cronaca di una morte annunciata, regia Francesco Rosi
- 1987 Un ragazzo di Calabria, regia Luigi Comencini
- 1988 L'opera al nero (L'oeuvre au noir), regia André Delvaux
- 1989 Pestalozzis Berg, regia Peter von Gunten
- 1990 Tre colonne in cronaca, regia Carlo Vanzina
- 1990 Porte aperte, regia Gianni Amelio
- 1991 Una storia semplice, regia Emidio Greco
- 1992 Funes, un gran amor, regia Raoul de la Torre
- 1993 Il tiranno Banderas (Tirano Banderas), regia José Luis García Sánchez